# Sardis City
Sardis City – miasto w Stanach Zjednoczonych, w stanie Alabama, w hrabstwie Etowah. W roku 2023 miasto zamieszkiwało 1787 osób, a gęstość zaludnienia wynosiła 87,6 osoby/km².